# بارتليت
بارتليت (بالإنجليزية: Bartlett)‏ هي مدينة أمريكية تقع في ولاية تكساس.تبلغ مساحة هذه المدينة 3.2 (كم²)،ويبلغ عدد سكانها 1675 نسمة حسب إحصاء سنة 2010 م. تشير إحصاءات سنة 2000م بأن الكثافة السكانية في هذه المدينة تقدر بـ(530.2) نسمة/كم2.

## التركيبة السكانية
حدّد مكتب تعداد الولايات المتحدة بيانات التركيبة السكانية لبارتليت في تعداد الولايات المتحدة. في ما يلي، التركيبة السكانية حسب تعدادي 2000 و2010.

### تعداد عام 2000
بلغ عدد سكان بارتليت 1,675 نسمة بحسب تعداد عام 2000، وبلغ عدد الأسر 571 أسرة وعدد العائلات 405 عائلة مقيمة في المدينة. في حين سجلت الكثافة السكانية 521.8 نسمة لكل كيلومتر مربع (1,351.5/ميل2). وبلغ عدد الوحدات السكنية 638 وحدة بمتوسط كثافة قدره 198.8 لكل كيلومتر مربع (514.9/ميل2).
وتوزع التركيب العرقي للمدينة بنسبة 61.61% من البيض و17.97% من الأمريكيين الأفارقة و0.66% من الأمريكيين الأصليين و0.06% من الأمريكيين ذوي الأصول الآسيوية و16.84% من الأعراق الأخرى و2.87% من عرقين مختلطين أو أكثر و33.07% من الهسبانيون أو اللاتينيون من أي عرق.
بلغ عدد الأسر 571 أسرة كانت نسبة 41.9% منها لديها أطفال تحت سن الثامنة عشر تعيش معهم، وبلغت نسبة الأزواج القاطنين مع بعضهم البعض 52% من أصل المجموع الكلي للأسر، ونسبة 14.5% من الأسر كان لديها معيلات من الإناث دون وجود شريك، بينما كانت نسبة 4.4% من الأسر لديها معيلون من الذكور دون وجود شريكة وكانت نسبة 29.1% من غير العائلات. تألفت نسبة 27.3% من أصل جميع الأسر من عدة أفراد يعيشون في نفس المنزل ونسبة 16.5% كانت تتألف من شخص يعيش بمفرده يبلغ من العمر 65 عاماً أو أكثر. وبلغ متوسط حجم الأسرة المعيشية 2.78، أما متوسط حجم العائلات فبلغ 3.40.
بلغ العمر الوسطي للسكان 35.9 عاماً. وكانت نسبة 29.3% من القاطنين تحت سن الثامنة عشر، وكانت نسبة 8.8% بين الثامنة عشر والرابعة والعشرين عاماً، ونسبة 23% كانت واقعةً في الفئة العمرية ما بين الخامسة والعشرين والرابعة والأربعين عاماً، ونسبة 19.8% كانت ما بين الخامسة والأربعين والرابعة والستين، ونسبة 13.9% كانت ضمن فئة الخامسة والستين عاماً فما فوق. يوجد لكل 100 أنثى 95.6 ذكر، ويوجد لكل 100 أنثى في الثامنة عشر من عمرها فما فوق 89.1 ذكر.
بلغ متوسط دخل الأسرة في المدينة 26,094 دولارًا، أما متوسط دخل العائلة فبلغ 35,595 دولارًا. وكان متوسط دخل الذكور 22,273 دولارًا مقابل 21,016 دولارًا للإناث. وسجل دخل الفرد الخاص بالمدينة 12,649 دولارًا. وكانت نسبة 21.1% من العائلات ونسبة 25.6% من السكان تحت خط الفقر، وكان من هؤلاء نسبة 30.2% تحت سن الثامنة عشر ونسبة 30.3% في الخامسة والستين من العمر وما فوق.

### تعداد عام 2010
بلغ عدد سكان بارتليت 1,623 نسمة بحسب تعداد عام 2010، وبلغ عدد الأسر 555 أسرة وعدد العائلات 400 عائلة مقيمة في المدينة. في حين سجلت الكثافة السكانية 505.6 نسمة لكل كيلومتر مربع (1,309.5/ميل2). وبلغ عدد الوحدات السكنية 639 وحدة بمتوسط كثافة قدره 199.1 لكل كيلومتر مربع (515.7/ميل2).
وتوزع التركيب العرقي للمدينة بنسبة 59.03% من البيض و12.88% من الأمريكيين الأفارقة و0.18% من الأمريكيين الأصليين و0.62% من الأمريكيين ذوي الأصول الآسيوية و0.06% من سكان جزر المحيط الهادئ و24.83% من الأعراق الأخرى و2.40% من عرقين مختلطين أو أكثر و48.86% من الهسبانيون أو اللاتينيون من أي عرق.
بلغ عدد الأسر 555 أسرة كانت نسبة 38.6% منها لديها أطفال تحت سن الثامنة عشر تعيش معهم، وبلغت نسبة الأزواج القاطنين مع بعضهم البعض 51.7% من أصل المجموع الكلي للأسر، ونسبة 13.5% من الأسر كان لديها معيلات من الإناث دون وجود شريك، بينما كانت نسبة 6.8% من الأسر لديها معيلون من الذكور دون وجود شريكة وكانت نسبة 27.9% من غير العائلات. تألفت نسبة 23.8% من أصل جميع الأسر من عدة أفراد يعيشون في نفس المنزل ونسبة 13.3% كانت تتألف من شخص يعيش بمفرده يبلغ من العمر 65 عاماً أو أكثر. وبلغ متوسط حجم الأسرة المعيشية 2.79، أما متوسط حجم العائلات فبلغ 3.33.
بلغ العمر الوسطي للسكان 37.8 عاماً. وكانت نسبة 26.2% من القاطنين تحت سن الثامنة عشر، وكانت نسبة 10.2% بين الثامنة عشر والرابعة والعشرين عاماً، ونسبة 21.3% كانت واقعةً في الفئة العمرية ما بين الخامسة والعشرين والرابعة والأربعين عاماً، ونسبة 25.3% كانت ما بين الخامسة والأربعين والرابعة والستين، ونسبة 16.9% كانت ضمن فئة الخامسة والستين عاماً فما فوق. وتوزع التركيب الجنسي للسكان بنسبة 49.4% ذكور و50.6% إناث.

## أعلام
- هنري راي كلارك